# Nhà thờ San Vicente Mártir (Vitoria)
Nhà thờ San Vicente Mártir (Tiếng Tây Ban Nha: Iglesia de San Vicente Mártir) là nhà thờ nằm ở Vitoria, Tây Ban Nha, Tây Ban Nha. Nó được công nhận là Bien de Interés Cultural năm 1984.